# 1-438 (серія будинків)

1-438-6 – один із найпоширеніших проєктів

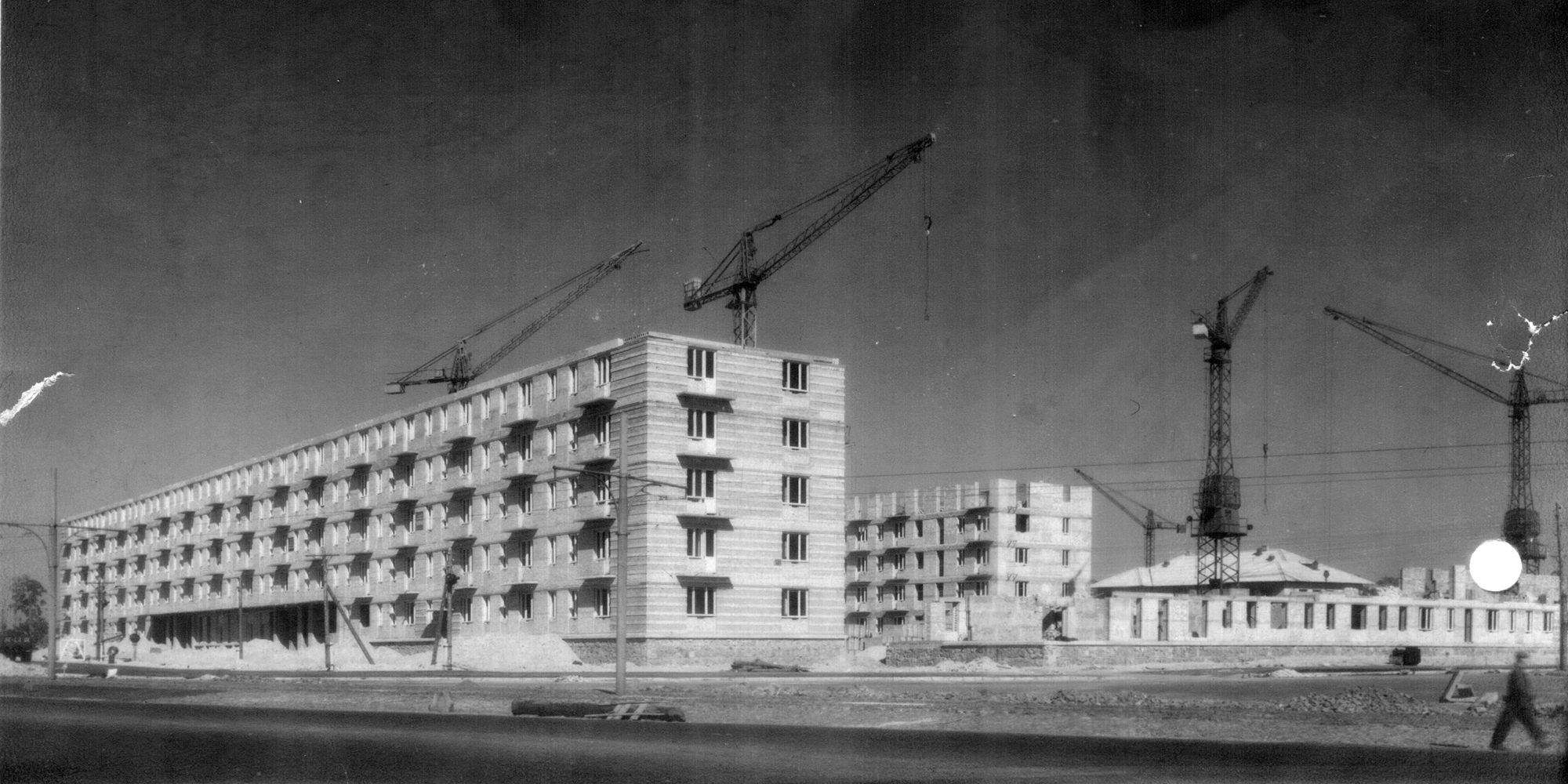
будівництво в Дарниці, 1958–1959

1-438 — серія цегляних або блочних 3-х, 4-х, та 5-ти поверхових житлових будинків та гуртожитків, перша із «хрущовок» в Україні. Була розроблена проєктною організацією «Діпромісто» (Київ) та її харківською філією у 1958. Поширена в Україні, на півдні Росії та в Молдові (підсерія 1М-438 із вапнякових блоків).

## Опис
Конструктивна схема будівель 438-серії безкаркасна з поздовжніми несучими стінами. Стіни цегляні, з цегляних, бетонних блоків або з блоків із пиляного вапняку (підсерія 1М-438 у Молдові) — зовнішні товщиною 51 см, внутрішні — 38 см; перегородки — гіпсобетонні міжквартирні товщиною 16 см та міжкімнатні — 8 см; поперечні стіни з вентканалами 38 і 64 см. Перекриття із збірних залізобетонних шатрових або багатопустотних плит. Дах нахилене перекриття останнього поверху або скатний з горищем. Часто в процесі експлуатації в будинках із плоским дахом зверху надбудовували скатний дах з горищем, інколи й цілий мансардний поверх. Висота поверху 3 або 2,8 м (висота приміщень 2,5 м); крок у вісях 3,2, 2,8 та 2,4 м; тобто в деяких кімнатах ширина менше висоти. Ширина будинку в осях 12 м, габаритна 12,6 м, проліт 6 м в осях або 5,6 м у світлі. Висота 5-поверхового будинку з 3-метровими поверхами і скатним дахом 20,3 м по гребню. Площа квартир, м²: однокімнатних 29–31 загальна, 17–18 житлова; двокімнатних 43–45 загальна, 29–32 житлова; трикімнатних 56–60 загальна, 42–45 житлова. Площа кухні 5,8–6,7 м². Ширина двостулкових вікон – 102 см, тристулкових – 182 см.
Основна відмінність від наймасовішої «хрущовської» 480-серії та 464-серії — три продовжні несучі стіни, які допускали більшу свободу в плануваннях та стикування секцій будівлі під кутом 90 градусів. У деяких районах Києва (початок Харківського шосе, Берестейський проспект) ці можливості 438-серії будівель використовувалися для створення парадних будівель, які прикрашають головні магістралі міста. Фасади, що виходять на вулицю, були облицьовані плиткою (пізніше цей прийом застосували в 87-серії), планування зробили трохи краще за звичайну. Загалом, серія 1-438 вийшла вдалішою за панельні 480-у та 464-ту серії, але вона була менш економічною і її виробництво припинили на користь цих серій. Основна проблема в експлуатації 438-серії (крім «хрущовського» планування) — це деформація несучих стін через розтріскування недостатньо обпаленої цегли, яка використовувалася при будівництві (проблема вирішується зовнішнім утепленням фасаду). Логічним продовженням 438-серії стала 87-серія п'яти- та дев'ятиповерхових будинків.

## 1у-438А
Серія 1у-438А — покращений варіант серій 1-438 та 1-437. Розроблялася з 1963 по 1969 інститутом КиївЗНДІЕП-ом. У серії було об'єднано вже існуючі серії 1-438 та 1-437, п'ятиповхові проєкти мали три варіанти стін: з легкобетонних блоків; з цегляних блоків або монолітної цегляної кладки; з пильного вапняку. Дев'ятиповерхові будинки зазвичай цегляні, проте є і блочні варіанти проєтів, або окремі проєкти з іншим матеріалом стін. Наприклад типовий проєкт 1у-438А-40 є блочним аналогом цегляного проєкту 1у-438А-38. У багатоквартирних будинках з'явилися чотирикімнатні квартири. Також у цій серії з'явилися будинки для малосімейних, наприклад типовий проєкт 1у-438А-37.
Малоповерхові будинки мали декілька підсерій: 1у-438АП (для будівництва на просідаючих ґрунтах); 1у-438АВ (для будівництва над гірськими виробками); 1у-438АС (для будівництва в районах із сейсмічністю 7 балів) та молдавська підсерія 1М-438АС, розроблена Молддіпробуд-ом (для будівництва в Молдові в районах із сейсмічністю 7-8 балів).
Конструктив серії повністю ідентичний попередній 438-серії, проте деякі відмінності. У малоповерхових компановка квартир в рядових секціях - 3 квартири на поверсі (у проєкті 1у-438А-36 - 4 квартири) у торцьових секція - 4 квартири на поверсі. Головними змінами у цій серії стали - роздільні санвузли у двокімнатних квартирах, поява двокімнатних квартир без прохідних кімнат, більше різноманіття типів квартир. У пізніх будинках у квартирах, що виходять на дві поздовжні сторони могли бути лоджії. У дев'ятиповерхових будинках з'явилися трикімнатні квартири без прохідних кімнат, а метраж приміщень кращий ніж у малоповерхових.
Перевагами серії є трохи покращене планування квартир порівняно з 438 та 437 серіями, більший вибір компановки квартир, та непоганий метраж квартир у дев'ятиповерхових будинках.
Недоліками серії є тісні санвузли, малий метраж кухонь у малоповерхових будинках та малосімейках, мала площа кімнат у торцьових квартирах малоповерхових будинків та малосімейок та вище перелічені недоліки 438 серії.
Окрім вже існуючих односекційних проєктів 1у-438А-38 та 1у-438А-40 був цегляний проєкт 1у-438А-39, що був аналогом проєкту 1у-438А-38, але з розташуванням квартир в двох рівнях, проте поширеності на відміну від попереднього, проєкт не набув.
Серія будувалася з 2 пол. 1960-х до кінця 1970-х, а дев'ятиповерхових будинках в окремих випадках до середини 1980-х років.

## Будинки для районів з гірничими виробками
У 1958 інститут Укрдіпрошахт розробив типові проєкти будинків з малометражними помешканнями для будівництва над гірничими виробками в Донбасі, Львівсько-Волинському вугільному басейні й інших районів України. Будинки пристосовані для нерівномірного осідання ґрунту за рахунок розділення швами по секціях, залізобетонних поясів на рівні фундаменту, цоколю і на рівні перекриттів. Підвали не передбачені. Фундаменти залізобетонні і бутобетонні. Зовнінші стіни з великих цегляних блоків і цегли (проєкти 1-438-…В) або бетонних блоків і дрібних шлакоблоків (серія 1-437). Перекриття з панелей або круглопустотних, або з овальними пустотами, або з ребристих. Міжкімнатні перегородки з гіпсобетонних панелей і дрібних пліт, у санвузлах — із шлакобетону. Дах скатний.
З 1963 по 1969 рр. інститутом КиївЗНДІЕП-ом та окремі проєкти Донецькою філією «Діпроміста» були розроблені проєкти серії 1у-438АВ. Проєкти цієї серії мали два варіанта: при радіусі кривизни по маркшейдерським розрахункам R = 7÷12 км (при деформації земної поверхні III групи); та при радіусі кривизни по маркшейдерським розрахункам R = 12÷20 км (при деформації земної поверхні  IV групи). У будинках першого варіанту деформаційний шов через кожну секцію, у будинках другого варіанту деформаційний шов через дві секції, торцьові секції відокремлені (іноді з'єднані з сусідньою рядовою)

## Проєкти

### Житлові будинки

#### 2 поверхи
| проєкт   | матеріал стін                             | під'їздів | кількість квартир | кількість квартир | кількість квартир | кількість квартир | житлова площа, м² |
| проєкт   | матеріал стін                             | під'їздів | загальна          | одно-кімнатних    | дво-кімнатних     | три-кімнатних     | житлова площа, м² |
| -------- | ----------------------------------------- | --------- | ----------------- | ----------------- | ----------------- | ----------------- | ----------------- |
| 1-437-0В | великі бетонні блоки та дрібні шлакоблоки | 2         | 16                | 8                 | 4                 | 4                 | 441               |
| 1-438-0В | великі цегляні блоки та цегла             | 2         | 16                | 8                 | 4                 | 4                 | 441               |

#### 3 поверхи
| проєкт   | рік розробки | матеріал стін                             | під'їздів | довжина, м            | кількість квартир | кількість квартир | кількість квартир | кількість квартир | житлова площа, м²         | примітка                  | планування         |
| проєкт   | рік розробки | матеріал стін                             | під'їздів | довжина, м            | загальна          | одно-кімнатних    | дво-кімнатних     | три-кімнатних     | житлова площа, м²         | примітка                  | планування         |
| -------- | ------------ | ----------------------------------------- | --------- | --------------------- | ----------------- | ----------------- | ----------------- | ----------------- | ------------------------- | ------------------------- | ------------------ |
| 1-438-1  | 1958         | цегла                                     | 2         |                       | 24                |                   | 18                | 6                 | 815                       |                           | [ 5 ] [ 6 ] [ 7 ]  |
| 1-438-1В |              | великі цегляні блоки та цегла             | 2         |                       | 24                | 820               | 18                | 6                 | окремі стіни між секціями |                           |                    |
| 1-437-1В |              | великі бетонні блоки та дрібні шлакоблоки | 2         |                       | 24                | 830               | 18                | 6                 | окремі стіни між секціями |                           |                    |
| 1-438-2  | 1958         | цегла                                     | 3         | 51,4 (17,3+16,8+17,3) | 36                | 18                | 9                 | 9                 | 984                       |                           | [ 8 ] [ 9 ] [ 10 ] |
| 1-438-2В |              | великі цегляні блоки та цегла             | 3         |                       | 36                | 18                | 9                 | 9                 | 975                       | окремі стіни між секціями |                    |
| 1-437-2В |              | великі бетонні блоки та дрібні шлакоблоки | 3         |                       | 36                | 18                | 9                 | 9                 | 995                       | окремі стіни між секціями |                    |

#### 4 поверхи
| проєкт                            | рік розробки | матеріал стін                             | під'їздів | довжина, м              | кількість квартир | кількість квартир | кількість квартир | кількість квартир | житлова площа, м²       | примітка                                                 | планування           |
| проєкт                            | рік розробки | матеріал стін                             | під'їздів | довжина, м              | загальна          | одно-кімнатних    | дво-кімнатних     | три-кімнатних     | житлова площа, м²       | примітка                                                 | планування           |
| --------------------------------- | ------------ | ----------------------------------------- | --------- | ----------------------- | ----------------- | ----------------- | ----------------- | ----------------- | ----------------------- | -------------------------------------------------------- | -------------------- |
| 1-438-3, 1-438у-3                 | 1958, 1960   | цегла                                     | 2         | 39,4 (19,7+19,7)        | 32                |                   | 24                | 8                 | 1087                    |                                                          | ,                    |
| 1-438-3В                          |              | великі цегляні блоки та цегла             | 2         | 39,9 по осях            | 32                | 1107              | 24                | 8                 | окремі стіни між секцій |                                                          |                      |
| 1-437-3В                          |              | великі бетонні блоки та дрібні шлакоблоки | 2         | 39,9 по осях            | 32                | 1094              | 24                | 8                 | окремі стіни між секцій |                                                          |                      |
| 1-438ВУ-3                         | 1961         | цегла                                     | 2         | 39,9 по осях            | 32                |                   | 24                | 8                 | окремі стіни між секцій | [ 15 ]                                                   |                      |
| 1-438п-23, 1-438пк-23, 1-438пш-23 | 1958         | цегла                                     | 2         | 33,6 по осях            | 32                | 8                 | 24                |                   |                         |                                                          | [ 16 ]               |
| 1у-438АС-31К                      | 1967         | цегла                                     | 2         | 43,32 по осях           | 32                |                   | 8                 | 24                |                         |                                                          | [ 17 ]               |
| 1-438-7, 1-438п-24                | 1958, 1961   | цегла                                     | 3         | 53,8 (17,3+19,2+17,3)   | 48                | 12                | 28                | 8                 | 1408                    |                                                          | ,                    |
| 1-438-7М, 1-438у-7м               | 1958, 1960   | цегла                                     | 3         | 53,8 (17,3+19,2+17,3)   | 36                | 9                 | 21                | 6                 | 1056                    | перший поверх нежитловий                                 | ,                    |
| 1-438-7мв                         | 1960         | цегла                                     | 3         | 54,5 по осях            | 36                | 9                 | 21                | 6                 |                         | перший поверх нежитловий, окремі стіни між секцій        | [ 23 ]               |
| 1М-438АС-11/68                    | 1968         | пильний вапняк                            | 3         | 55,2 по осях            | 44                | 4                 | 28                | 12                |                         | для Молдавської РСР, для районів із сейсмічністю 8 балів | [ 24 ]               |
| 1-438-4                           | 1958         | цегла                                     | 4         | 68,2 (17,3+16,8×2+17,3) | 64                | 32                | 16                | 16                | 1744                    |                                                          | [ 25 ] [ 26 ] [ 27 ] |
| 1-438-4В                          |              | великі цегляні блоки та цегла             | 4         |                         | 64                | 32                | 16                | 16                | 1731                    | окремі стіни між секцій                                  |                      |
| 1-437-4В                          |              | великі бетонні блоки та дрібні шлакоблоки | 4         |                         | 64                | 32                | 16                | 16                | 1771                    | окремі стіни між секцій                                  |                      |
| 1-438у-15                         | 1960         | цегла                                     | 4         | 67,2 по осях            | 64                | 24                | 32                | 8                 |                         |                                                          | [ 28 ]               |
| 1-438-8                           | 1959         | цегла                                     | 4         | 68,2 (17,3+16,8×2+17,3) | 60                | 28                | 12                | 20                | 1742                    | з наскрізними проходами                                  | [ 29 ] [ 30 ]        |
| 1-438-17, 1-438у-17               | 1960         | цегла                                     | 4         | 67,2 по осях            | 60                | 20                | 28                | 12                |                         | з наскрізними проходами                                  | [ 31 ]               |
| 1у-438АС-32К                      | 1967         | цегла                                     | 4         | 73,04 по осях           | 56                | 8                 | 16                | 32                |                         |                                                          | [ 32 ]               |
| 1у-438АС-33К                      | 1967         | цегла                                     | 4         | 69,66 по осях           | 56                | 8                 | 32                | 16                |                         |                                                          | [ 33 ]               |
| 1у-438АС-34К                      | 1967         | цегла                                     | 6         | 98,81 по осях           | 80                |                   | 72                | 8                 |                         |                                                          | [ 34 ]               |
| 1у-438АС-35К                      | 1967         | цегла                                     | 8         | 132,53 по осях          | 103               | 7                 | 63                | 33                |                         |                                                          |                      |

#### 5 поверхів
| проєкт                       | рік розробки | матеріал стін        | під'їздів       | довжина, м                    | ширина, м  | кількість квартир | кількість квартир | кількість квартир | кількість квартир | кількість квартир       | житлова площа, м²               | примітка | планування                     |
| проєкт                       | рік розробки | матеріал стін        | під'їздів       | довжина, м                    | ширина, м  | загальна          | одно-кімнатних    | дво-кімнатних     | три-кімнатних     | чотири-кімнатних        | житлова площа, м²               | примітка | планування                     |
| ---------------------------- | ------------ | -------------------- | --------------- | ----------------------------- | ---------- | ----------------- | ----------------- | ----------------- | ----------------- | ----------------------- | ------------------------------- | --- | ------------------------------ |
| 1-438-5                      | 1958         | цегла                | 2               | 39,4 (19,7+19,7)              | 12 по осях | 40                |                   | 30                | 10                |                         | 1878                            | | [ 35 ] [ 36 ] [ 37 ]           |
| 1-438п-26                    | 1958         | цегла                | 2               | 33,6 по осях                  | 12 по осях | 40                | 30                | 10                |                   |                         |                                 | | [ 38 ]                         |
| 1-438п-28                    | 1959         | цегла                | 2               | 33,6 по осях                  | 12 по осях | 38                | 8                 | 28                | 2                 |                         |                                 | з наскрізними проходами | [ 39 ]                         |
| 1у-438А-31Б                  | 1965         | бетонні блоки        | 2               | 37,6 по осях                  | 12 по осях | 40                | 5                 | 10                | 15                |                         |                                 | |                                |
| 1у-438А-31К                  | 1965         | цегла                | 2               | 37,6 по осях                  | 12 по осях | 40                | 5                 | 10                | 15                |                         |                                 | |                                |
| 1у-438А-31И                  | 1965         | пильний вапняк       | 2               | 37,6 по осях                  | 12 по осях | 40                | 5                 | 10                | 15                |                         |                                 | |                                |
| 1у-438АВ-31Б                 | 1966, 1967   | бетонні блоки        | 2               | 37,92 по осях, 37,6 по осях   | 12 по осях | 40                | 5                 | 20                | 15                |                         |                                 | над гірськими виробками, два варіанти проєкту: при радіусі кривизни 7÷12 км (1966) та 12÷20км (1967)                                                                         | [ 40 ]                         |
| 1у-438АВ-31К                 | 1966, 1967   | цегла                | 2               | 38,02 по осях, 37,6 по осях   | 12 по осях | 40                | 5                 | 20                | 15                | [ 41 ]                  |                                 | над гірськими виробками, два варіанти проєкту: при радіусі кривизни 7÷12 км (1966) та 12÷20км (1967)                                                                         |                                |
| 1у-438АП-31Б                 | 1965         | бетонні блоки        | 2               | 37,6 по осях                  | 12 по осях | 40                | 5                 | 20                | 15                |                         |                                 | на просідаючих ґрунтах | [ 42 ]                         |
| 1у-438АП-31К                 | 1965         | цегла                | 2               | 37,6 по осях                  | 12 по осях | 40                | 5                 | 20                | 15                | [ 43 ]                  |                                 | на просідаючих ґрунтах |                                |
| 1У-438А-37                   | 1967         | цегла                | 2               | 50,6 по осях (одна секція)    | 12 по осях | 160               | 160               |                   |                   |                         |                                 | малосімейка | [ 44 ]                         |
| 1М-438АС-14/68               | 1968         | пильний вапняк       | 2 (блок-секція) | 37,68 по осях                 | 12 по осях | 35                | 5                 | 20                | 10                |                         |                                 | для Молдавської РСР, для районів із сейсмічністю 7 балів, торцова права подвійна блок-секція                                                                                 | [ 45 ]                         |
| 1М-438АС-15/68               | 1968         | пильний вапняк       | 2 (блок-секція) | 30,6 по осях                  | 12 по осях | 30                | 10                | 10                | 10                |                         |                                 | для Молдавської РСР, для районів із сейсмічністю 7 балів, торцова права подвійна блок-секція                                                                                 | [ 46 ]                         |
| 1-438-9, 1-438п-27           | 1958         | цегла                | 3               | 53,8 (17,3+19,2+17,3)         | 12 по осях | 60                | 15                | 35                | 10                |                         | 1760                            | | ,                              |
| 1-438-9В                     | 1959         | цегла                | 3               | 54,9 по осях                  | 12 по осях | 60                | 15                | 35                | 10                | окремі стіни між секцій | 1760                            | [ 50 ] |                                |
| 1М-438АС-1/63, 1М-438АС-1/68 | 1964, 1968   | пильний вапняк       | 3               | 53,4 по осях                  | 12 по осях | 55                | 5                 | 35                | 15                |                         | 1705                            | для Молдавської РСР, для районів із сейсмічністю 7 балів | [ 51 ]                         |
| 1-438-6                      | 1958         | цегла, цегляні блоки | 4               | 68,2 (17,3+16,8×2+17,3)       | 12 по осях | 80                | 40                | 20                | 20                |                         | 2181                            | | , 1-4382,5-6 з поверхами 2,8 м |
| 1-438-6М, 1-438у-6м          | 1958, 1960   | цегла                | 4               | 68,2 (17,3+16,8×2+17,3)       | 12 по осях | 64                | 32                | 16                | 16                |                         | 1744                            | перший поверх нежитловий | ,                              |
| 1-438-6В, 1-438ВУ-6          | 1959, 1961   | цегла                | 4               | 70 по осях                    | 12 по осях | 80                | 40                | 20                | 20                |                         |                                 | окремі стіни між секцій | ,                              |
| 1-438-6С                     | 1959         | цегла                | 4               | 68,2 (17,3+16,8×2+17,3)       | 12 по осях | 66                | 34                | 16                | 16                |                         | 2181                            | з їдальнею та кафетерією на першому поверсі | [ 60 ]                         |
| 1-438-10                     | 1959         | цегла                | 4               | 68,2 (17,3+16,8×2+17,3)       | 12 по осях | 76                | 36                | 16                | 24                |                         | 2178                            | з наскрізними проходами | [ 61 ] [ 62 ]                  |
| 1-438у-16, 1у-438-16         | 1960, 1962   | цегла                | 4               | 67,2 по осях                  | 12 по осях | 80                | 30                | 40                | 10                |                         |                                 | | [ 63 ] [ 64 ]                  |
| 1-438п-29                    | 1961         | цегла                | 4               | 69,1                          | 12 по осях | 80                | 30                | 40                | 10                |                         | окремі стіни між 2 і 3 секціями | [ 65 ] |                                |
| 1-438у-18, 1у-438-18         | 1960, 1962   | цегла                | 4               | 67,2 по осях                  | 12 по осях | 76                | 26                | 36                | 14                |                         |                                 | з наскрізними проходами | [ 66 ] [ 67 ]                  |
| 1у-438А-32Б                  | 1965         | бетонні блоки        | 4               | 71,2 по осях                  | 12 по осях | 70                | 10                | 30                | 20                | 10                      |                                 | |                                |
| 1у-438А-32К                  | 1965         | цегла                | 4               | 71,2 по осях                  | 12 по осях | 70                | 10                | 30                | 20                | 10                      |                                 | |                                |
| 1у-438А-32И                  | 1965         | пильний вапняк       | 4               | 71,2 по осях                  | 12 по осях | 70                | 10                | 30                | 20                | 10                      |                                 | |                                |
| 1у-438А-32БМ                 | 1965         | бетонні блоки        | 4               | 71,2 по осях                  | 12 по осях | 56                | 8                 | 24                | 16                | 8                       |                                 | з вбудованим магазином на першому поверсі |                                |
| 1у-438А-32КМ                 | 1965         | цегла                | 4               | 71,2 по осях                  | 12 по осях | 56                | 8                 | 24                | 16                | 8                       |                                 | з вбудованим магазином на першому поверсі |                                |
| 1у-438АВ-32Б                 | 1965, 1967   | бетонні блоки        | 4               | 72,16 по осях, 71,84 по осях  | 12 по осях | 70                | 10                | 30                | 20                | 10                      |                                 | над гірськими виробками, два варіанти проєкту: при радіусі кривизни 7÷12 км (1965) та 12÷20 км (1967)                                                                        | [ 68 ]                         |
| 1у-438АВ-32К                 | 1965, 1967   | цегла                | 4               | 72,46 по осях, 72,04 по осях  | 12 по осях | 70                | 10                | 30                | 20                | 10                      |                                 | над гірськими виробками, два варіанти проєкту: при радіусі кривизни 7÷12 км (1965) та 12÷20 км (1967)                                                                        | [ 69 ]                         |
| 1у-438АП-32Б                 | 1965         | бетонні блоки        | 4               | 71,2 по осях                  | 12 по осях | 70                | 10                | 30                | 20                | 10                      |                                 | на просідаючих ґрунтах | [ 70 ]                         |
| 1у-438АП-32К                 | 1965         | цегла                | 4               | 71,2 по осях                  | 12 по осях | 70                | 10                | 30                | 20                | 10                      |                                 | на просідаючих ґрунтах | [ 71 ]                         |
| 1М-438АС-2/63, 1М-438АС-2/68 | 1964, 1968   | пильний вапняк       | 4               | 73,58 по осях                 | 12 по осях | 70                | 10                | 30                | 20                | 10                      |                                 | для Молдавської РСР, для районів із сейсмічністю 7 балів | [ 72 ]                         |
| 1у-438АВ-32КМ                | 1968         | цегла                | 4               | 72,46 по осях, 71,62 по осях  | 12 по осях | 56                | 8                 | 24                | 16                | 8                       |                                 | над гірськими виробками, з вбудованим магазином на першому поверсі, два варіанти проєкту: при радіусі кривизни 7÷12 км та 12÷20 км, розроблені Донецькою філією «Діпроміста» | [ 73 ]                         |
| 1у-438АП-32БМ                | 1966         | бетонні блоки        | 4               | 71,7 по осях                  | 12 по осях | 56                | 8                 | 24                | 16                | 8                       |                                 | на просідаючих ґрунтах, з вбудованим магазином на першому поверсі | [ 74 ]                         |
| 1у-438АП-32КМ                | 1966         | цегла                | 4               | 71,9 по осях                  | 12 по осях | 56                | 8                 | 24                | 16                | 8                       |                                 | на просідаючих ґрунтах, з вбудованим магазином на першому поверсі | [ 75 ]                         |
| 1у-438А-33Б                  | 1964         | бетонні блоки        | 4               | 66,8 по осях                  | 12 по осях | 70                | 20                | 20                | 30                |                         | 2190                            | |                                |
| 1у-438А-33К                  | 1964         | цегла                | 4               | 66,8 по осях                  | 12 по осях | 70                | 20                | 20                | 30                | 2174                    |                                 | |                                |
| 1у-438А-33И                  | 1964         | пильний вапняк       | 4               | 66,8 по осях                  | 12 по осях | 70                | 20                | 20                | 30                | 2174                    |                                 | |                                |
| 1у-438АВ-33Б                 | 1964, 1967   | бетонні блоки        | 4               | 67,66 по осях, 67,44 по осях  | 12 по осях | 70                | 20                | 20                | 30                |                         |                                 | над гірськими виробками, два варіанти проєкту: при радіусі кривизни 7÷12 км (1964) та 12÷20 км (1967)                                                                        | [ 76 ]                         |
| 1у-438АВ-33К                 | 1964, 1967   | цегла                | 4               | 68,06 по осях, 67,64 по осях  | 12 по осях | 70                | 20                | 20                | 30                |                         | [ 77 ]                          | над гірськими виробками, два варіанти проєкту: при радіусі кривизни 7÷12 км (1964) та 12÷20 км (1967)                                                                        |                                |
| 1у-438АП-33Б                 | 1964         | бетонні блоки        | 4               | 66,8 по осях                  | 12 по осях | 70                | 20                | 20                | 30                |                         |                                 | на просідаючих ґрунтах |                                |
| 1у-438АП-33К                 | 1964         | цегла                | 4               | 66,8 по осях                  | 12 по осях | 70                | 20                | 20                | 30                |                         |                                 | на просідаючих ґрунтах |                                |
| 1у-438АС-33К                 | 1964         | цегла                | 4               |                               | 12 по осях | 70                |                   |                   |                   |                         |                                 | для районів із сейсмічністю 7-8 балів |                                |
| 1у-438АС-33И                 | 1964         | пильний вапняк       | 4               |                               | 12 по осях | 70                |                   |                   |                   |                         |                                 | для районів із сейсмічністю 7-8 балів |                                |
| 1М-438АС-3/63, 1М-438АС-3/68 | 1964, 1968   | пильний вапняк       | 4               | 68,4 по осях                  | 12 по осях | 70                | 15                | 30                | 25                |                         | 2201                            | для Молдавської РСР, для районів із сейсмічністю 7 балів | [ 78 ]                         |
| 1у-438А-36Б                  | 1964         | бетонні блоки        | 4               | 61,6 по осях                  | 12 по осях | 80                | 50                | 20                | 10                |                         | 1750                            | для кооперативного будівництва |                                |
| 1у-438А-36К                  | 1964         | цегла                | 4               | 61,6 по осях                  | 12 по осях | 80                | 50                | 20                | 10                | 1737                    |                                 | для кооперативного будівництва |                                |
| 1у-438А-36И                  | 1964         | пильний вапняк       | 4               | 61,4 по осях                  | 12 по осях | 80                | 50                | 20                | 10                | 1737                    |                                 | для кооперативного будівництва |                                |
| 1у-438АВ-36Б                 | 1965         | бетонні блоки        | 4               | 62,56 по осях                 | 12 по осях | 80                | 50                | 20                | 10                |                         |                                 | над гірськими виробками при радіусі кривизни 7÷12 км, для кооперативного будівництва                                                                                         |                                |
| 1у-438АВ-36К                 | 1965         | цегла                | 4               | 62,86 по осях                 | 12 по осях | 80                | 50                | 20                | 10                |                         |                                 | над гірськими виробками при радіусі кривизни 7÷12 км, для кооперативного будівництва                                                                                         |                                |
| 1у-438АП-36Б                 | 1965         | бетонні блоки        | 4               | 61,6 по осях                  | 12 по осях | 80                | 50                | 20                | 10                |                         |                                 | на просідаючих ґрунтах, для кооперативного будівництва | [ 79 ]                         |
| 1у-438АП-36К                 | 1965         | цегла                | 4               | 61,6 по осях                  | 12 по осях | 80                | 50                | 20                | 10                |                         | [ 80 ]                          | на просідаючих ґрунтах, для кооперативного будівництва |                                |
| 1М-438АС-8/64                | 1964         | пильний вапняк       |                 |                               | 12 по осях | 70                |                   |                   |                   |                         | 1865                            | для Молдавської РСР, для районів із сейсмічністю 7 балів, для кооперативного будівництва                                                                                     |                                |
| 1-438у-19, 1у-438-19         | 1960, 1962   | цегла                | 6               | 101,6 по осях                 | 12 по осях | 118               | 48                | 48                | 22                |                         |                                 | | [ 81 ] [ 82 ]                  |
| 1у-438А-34Б                  | 1964         | бетонні блоки        | 6               | 96,03 по осях                 | 12 по осях | 100               | 10                | 70                | 20                |                         | 3085                            | |                                |
| 1у-438А-34К                  | 1964         | цегла                | 6               | 96,03 по осях                 | 12 по осях | 100               | 10                | 70                | 20                | 3057                    |                                 | |                                |
| 1у-438А-34И                  | 1964         | пильний вапняк       | 6               | 96,66 по осях                 | 12 по осях | 100               | 10                | 70                | 20                | 3057                    |                                 | |                                |
| 1у-438АВ-34Б                 | 1964, 1967   | бетонні блоки        | 6               | 97,60 по осях, 96,96 по осях  | 12 по осях | 100               | 10                | 70                | 20                |                         |                                 | над гірськими виробками, два варіанти проєкту: при радіусі кривизни 7÷12 км (1964) та 12÷20 км (1967)                                                                        | [ 83 ]                         |
| 1у-438АВ-34К                 | 1964, 1967   | цегла                | 6               | 98,1 по осях, 97,26 по осях   | 12 по осях | 100               | 10                | 70                | 20                |                         | [ 84 ]                          | над гірськими виробками, два варіанти проєкту: при радіусі кривизни 7÷12 км (1964) та 12÷20 км (1967)                                                                        |                                |
| 1у-438АП-34Б                 | 1964         | бетонні блоки        | 6               | 96,03 по осях                 | 12 по осях | 100               | 10                | 70                | 20                |                         |                                 | на просідаючих ґрунтах |                                |
| 1у-438АП-34К                 | 1964         | цегла                | 6               | 96,03 по осях                 | 12 по осях | 100               | 10                | 70                | 20                |                         |                                 | на просідаючих ґрунтах |                                |
| 1у-438АС-34К                 | 1964         | цегла                | 6               |                               | 12 по осях | 100               |                   |                   |                   |                         |                                 | для районів із сейсмічністю 7-8 балів |                                |
| 1у-438АС-34И                 | 1964         | пильний вапняк       | 6               |                               | 12 по осях | 100               |                   |                   |                   |                         |                                 | для районів із сейсмічністю 7-8 балів |                                |
| 1М-438АС-4/63, 1М-438АС-4/68 | 1964, 1968   | пильний вапняк       | 6               | 100,61 по осях                | 12 по осях | 100               | 15                | 60                | 25                |                         | 3169                            | для Молдавської РСР, для районів із сейсмічністю 7 балів | [ 85 ]                         |
| 1у-438А-35Б                  | 1964         | бетонні блоки        | 8               | 129,63 по осях                | 12 по осях | 129               | 19                | 69                | 31                | 10                      | 4261                            | |                                |
| 1у-438А-35К                  | 1964         | цегла                | 8               | 129,63 по осях                | 12 по осях | 129               | 19                | 69                | 31                | 10                      | 4224                            | |                                |
| 1у-438А-35И                  | 1964         | пильний вапняк       | 8               | 130,26 по осях                | 12 по осях | 129               | 19                | 69                | 31                | 10                      | 4224                            | |                                |
| 1у-438АВ-35Б                 | 1965, 1967   | бетонні блоки        | 8               | 131,94 по осях 130,88 по осях | 12 по осях | 129               | 19                | 69                | 31                | 10                      |                                 | над гірськими виробками, два варіанти проєкту: при радіусі кривизни 7÷12 км (1965) та 12÷20км (1967)                                                                         | [ 86 ]                         |
| 1у-438АВ-35К                 | 1965, 1967   | цегла                | 8               | 132,54 по осях 131,28 по осях | 12 по осях | 129               | 19                | 69                | 31                | 10                      |                                 | над гірськими виробками, два варіанти проєкту: при радіусі кривизни 7÷12 км (1965) та 12÷20км (1967)                                                                         | [ 87 ]                         |
| 1у-438АП-35Б                 | 1965         | бетонні блоки        | 8               | 129,63 по осях                | 12 по осях | 129               | 19                | 69                | 31                | 10                      |                                 | на просідаючих ґрунтах | [ 88 ]                         |
| 1у-438АП-35К                 | 1965         | цегла                | 8               | 129,63 по осях                | 12 по осях | 129               | 19                | 69                | 31                | 10                      |                                 | на просідаючих ґрунтах | [ 89 ]                         |
| 1М-438АС-5/63, 1М-438АС-5/68 | 1964, 1968   | пильний вапняк       | 8               | 135,01 по осях                | 12 по осях | 129               | 19                | 69                | 31                | 10                      | 4326                            | для Молдавської РСР, для районів із сейсмічністю 7 балів | [ 90 ]                         |

#### Галерея

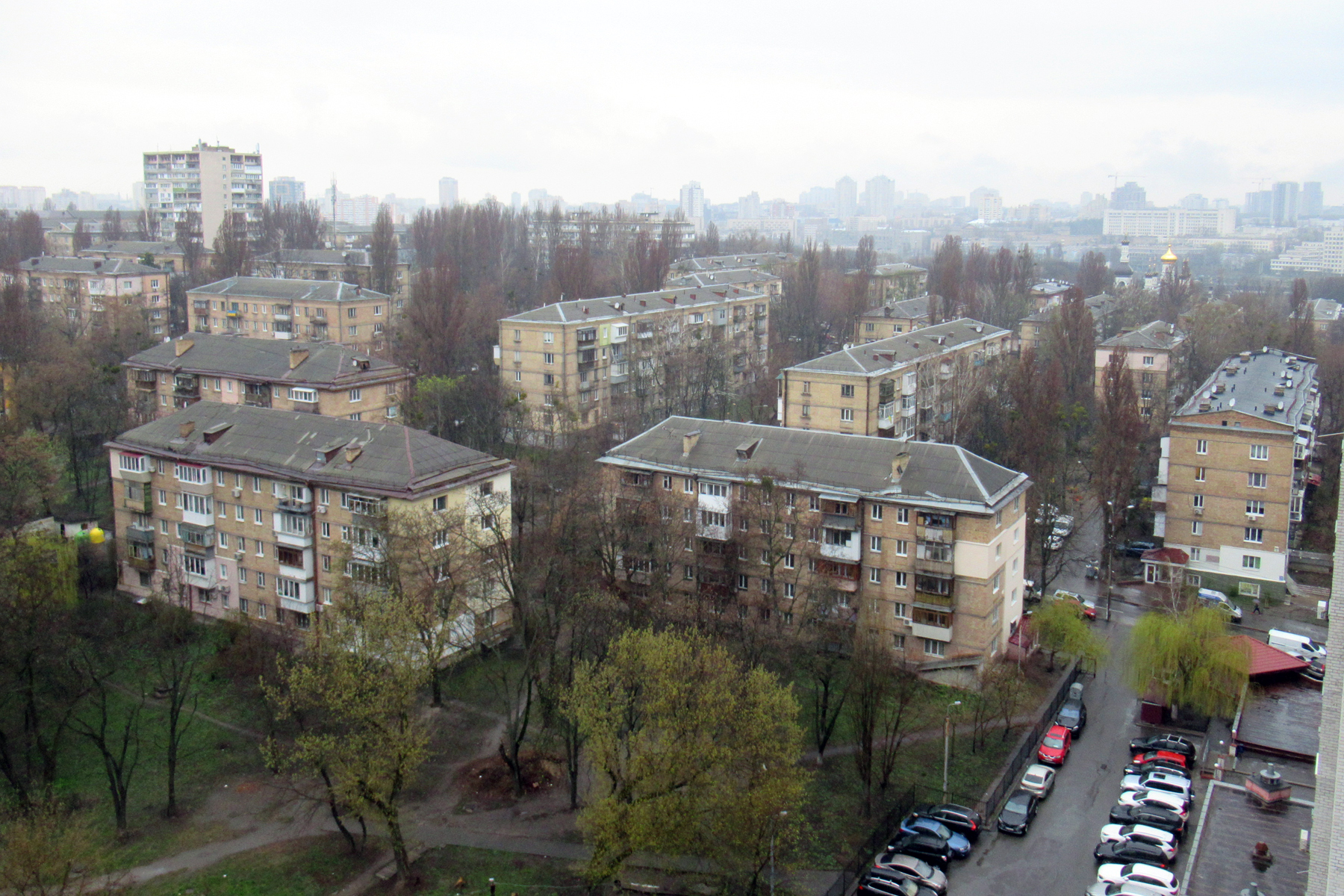
Київ, вул. Єреванська, 1-438-5 (двосекційні) і 1-438-6 (чотирисекційні), 1959–1960
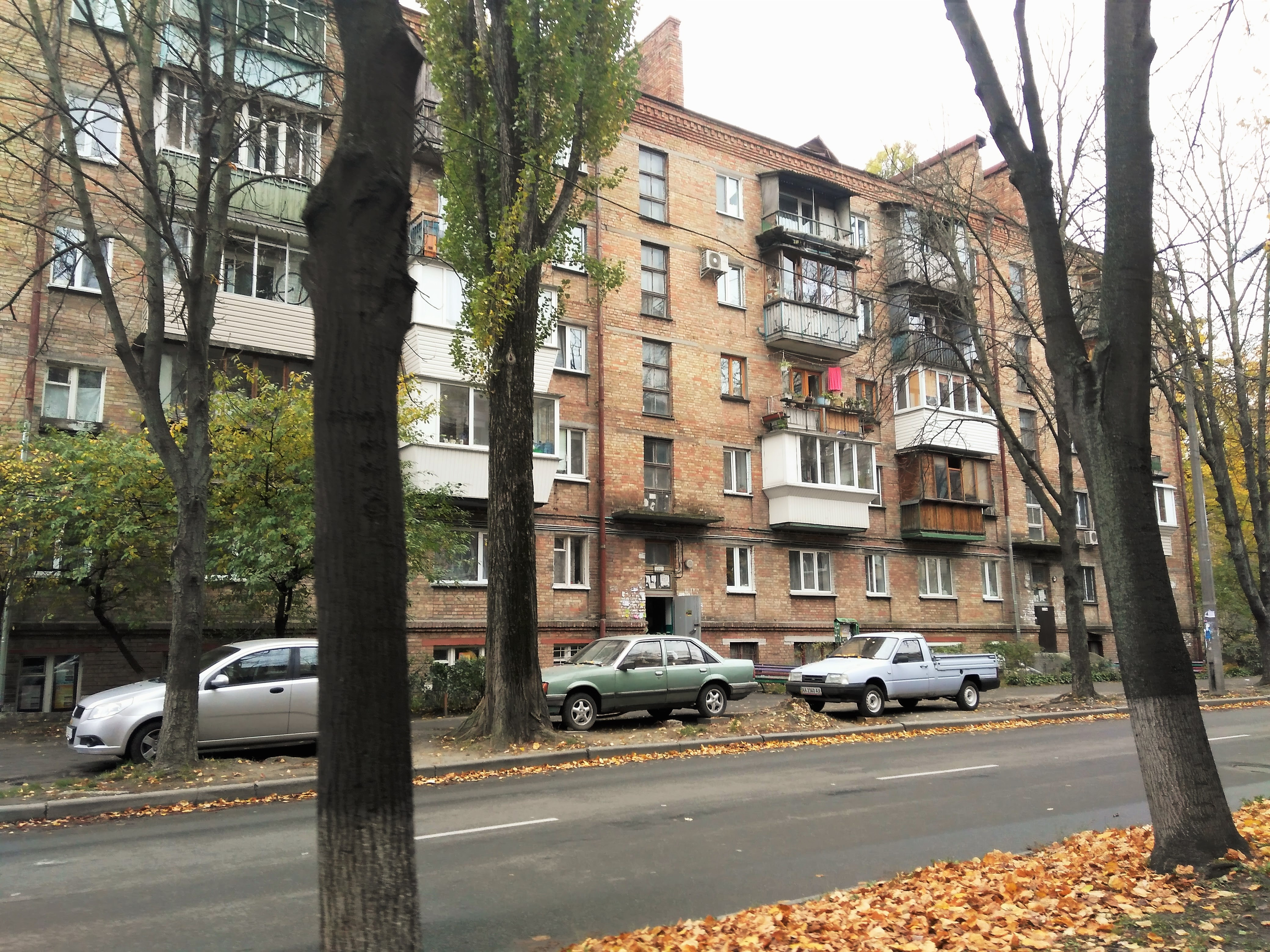
Київ, вул. Естонська, 1/5, 1-438-9, 1961
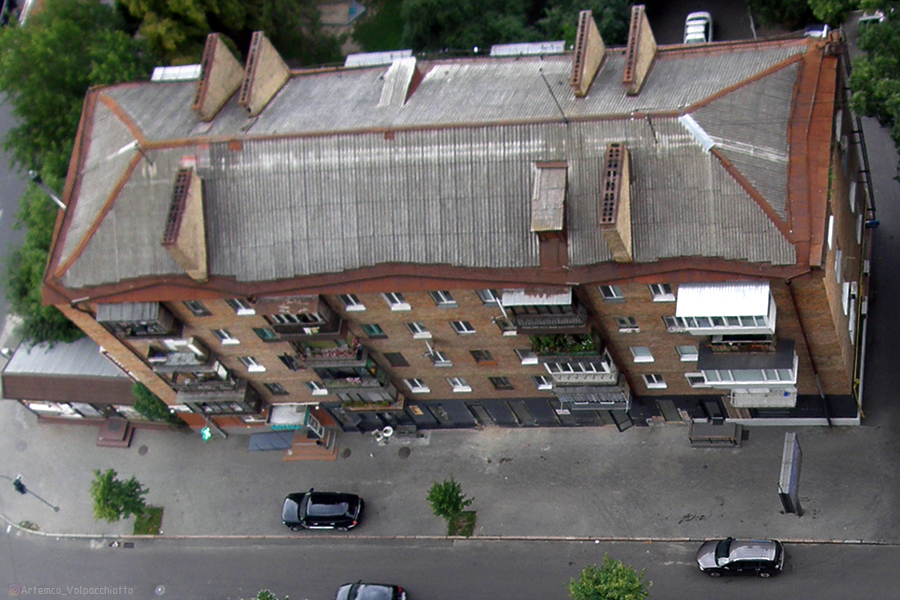
Київ, вул. Володимиро-Либідська, 22 — 1-438-5, 1963 р.
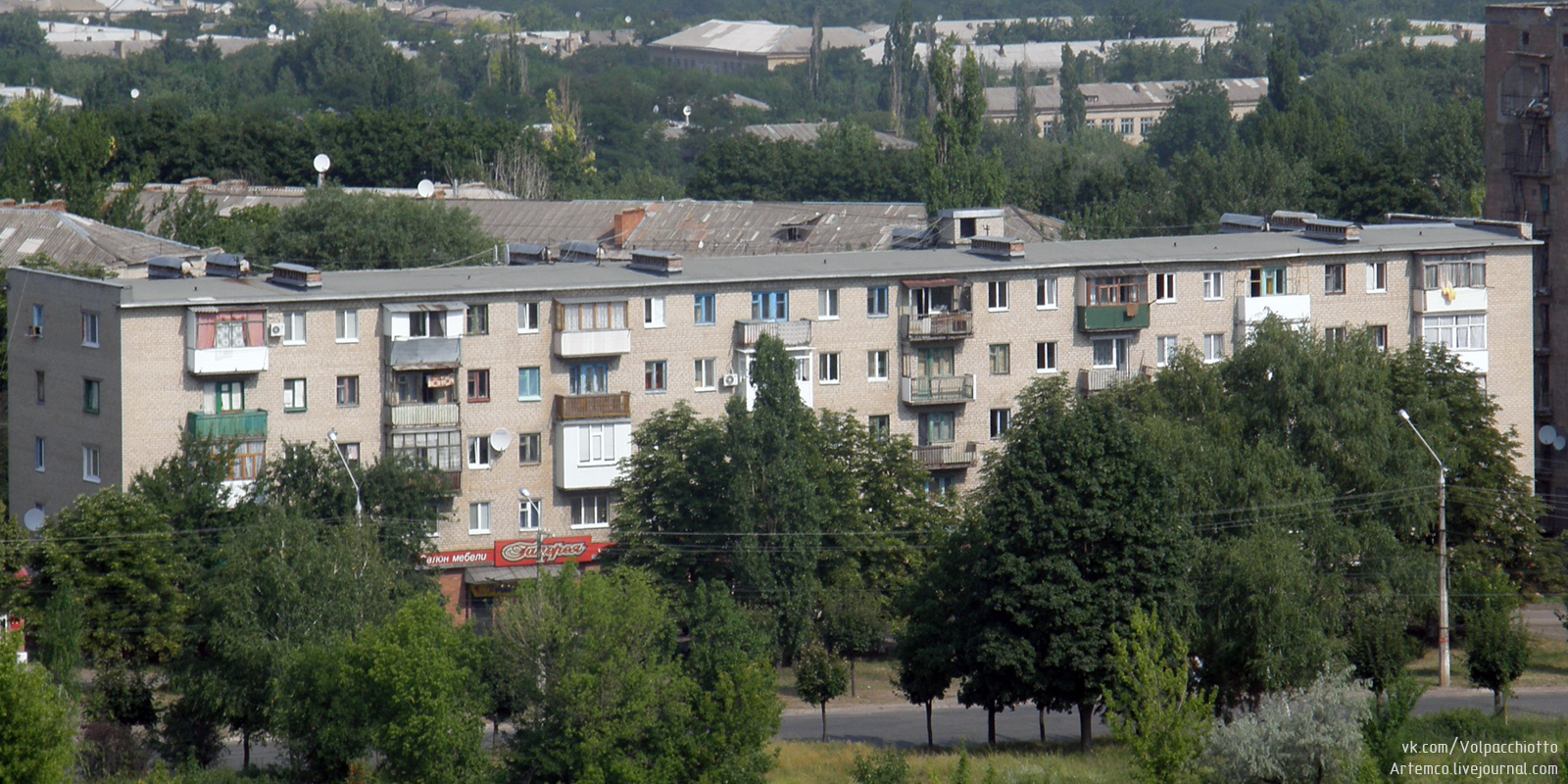
Краматорськ, вул. Ювілейна, 24 – 1-438-6м
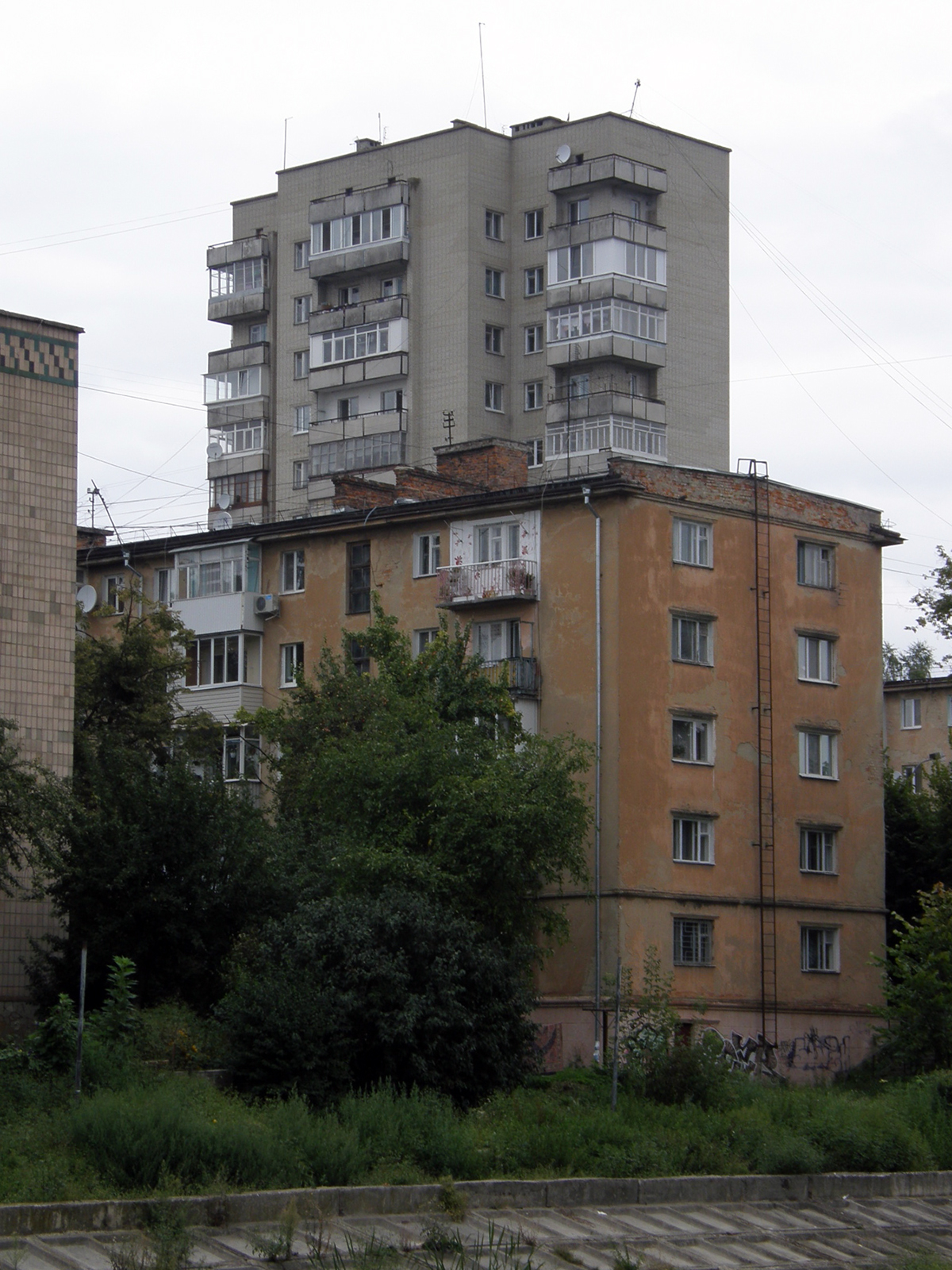
Рівне, просп. Миру, 25 (1-438-5) і вул. Небесної Сотні, 24 (124-87-107)
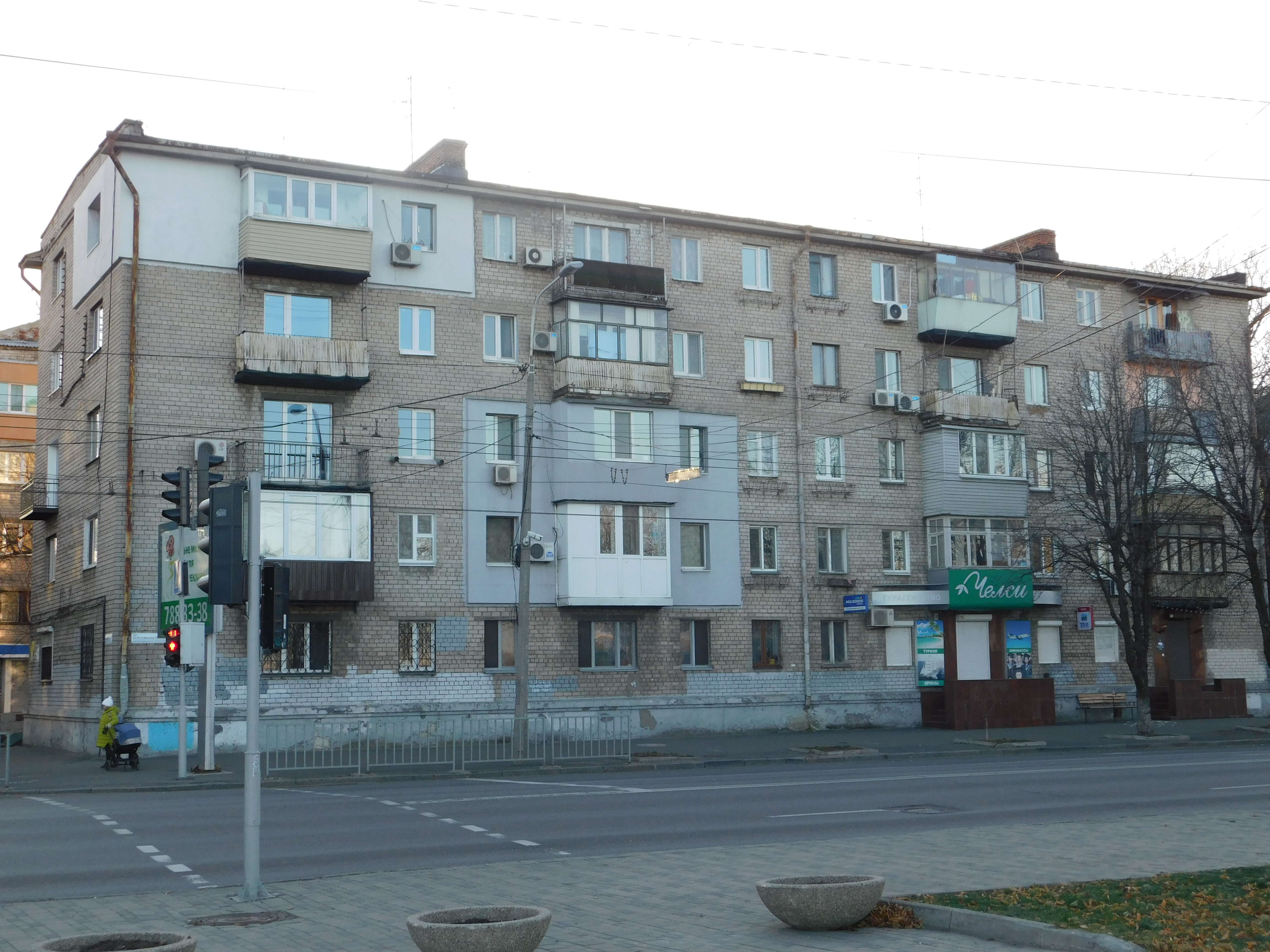
м. Дніпро, Січеславська наб., 19а – 1-438-5
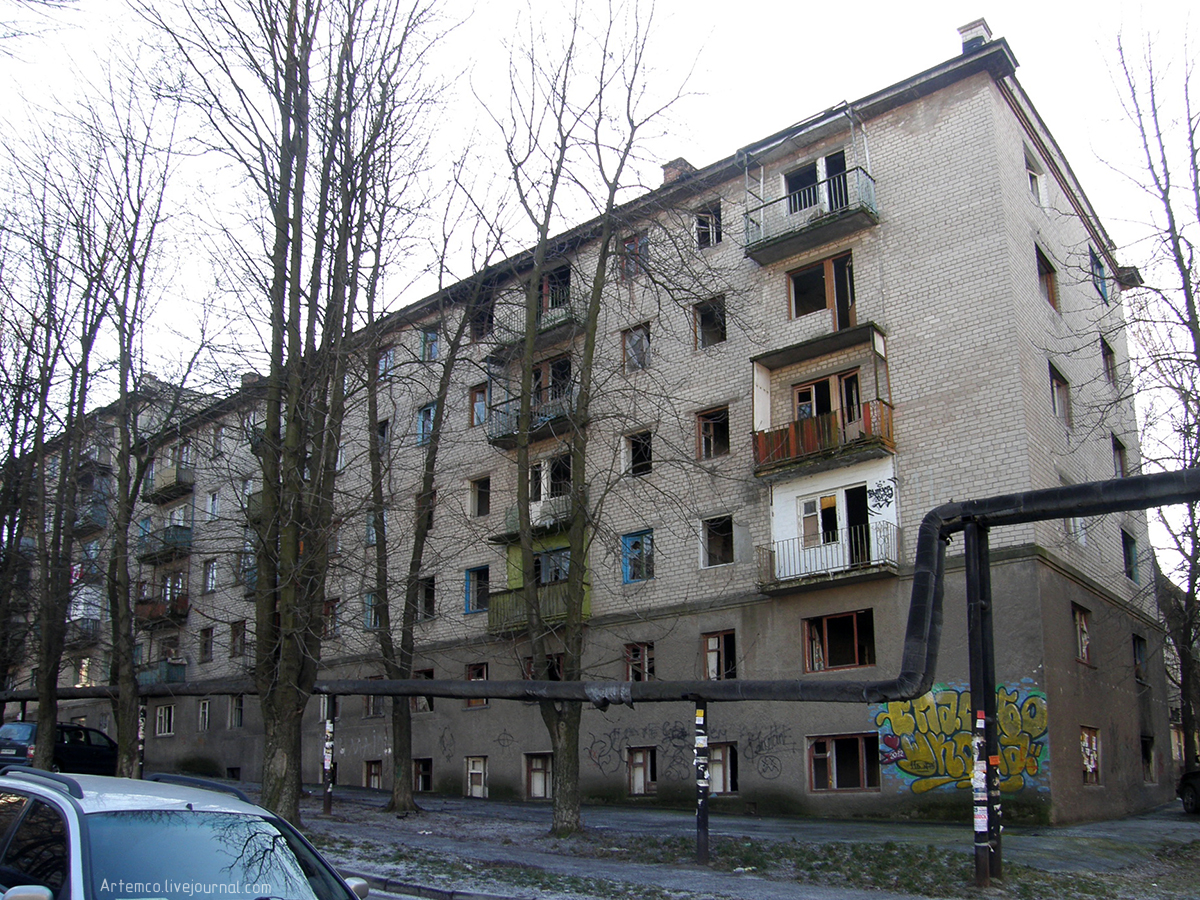
Дніпро, просп. Поля, 92а – 1-438-5, 1967, відселений у 2007 через аварійність
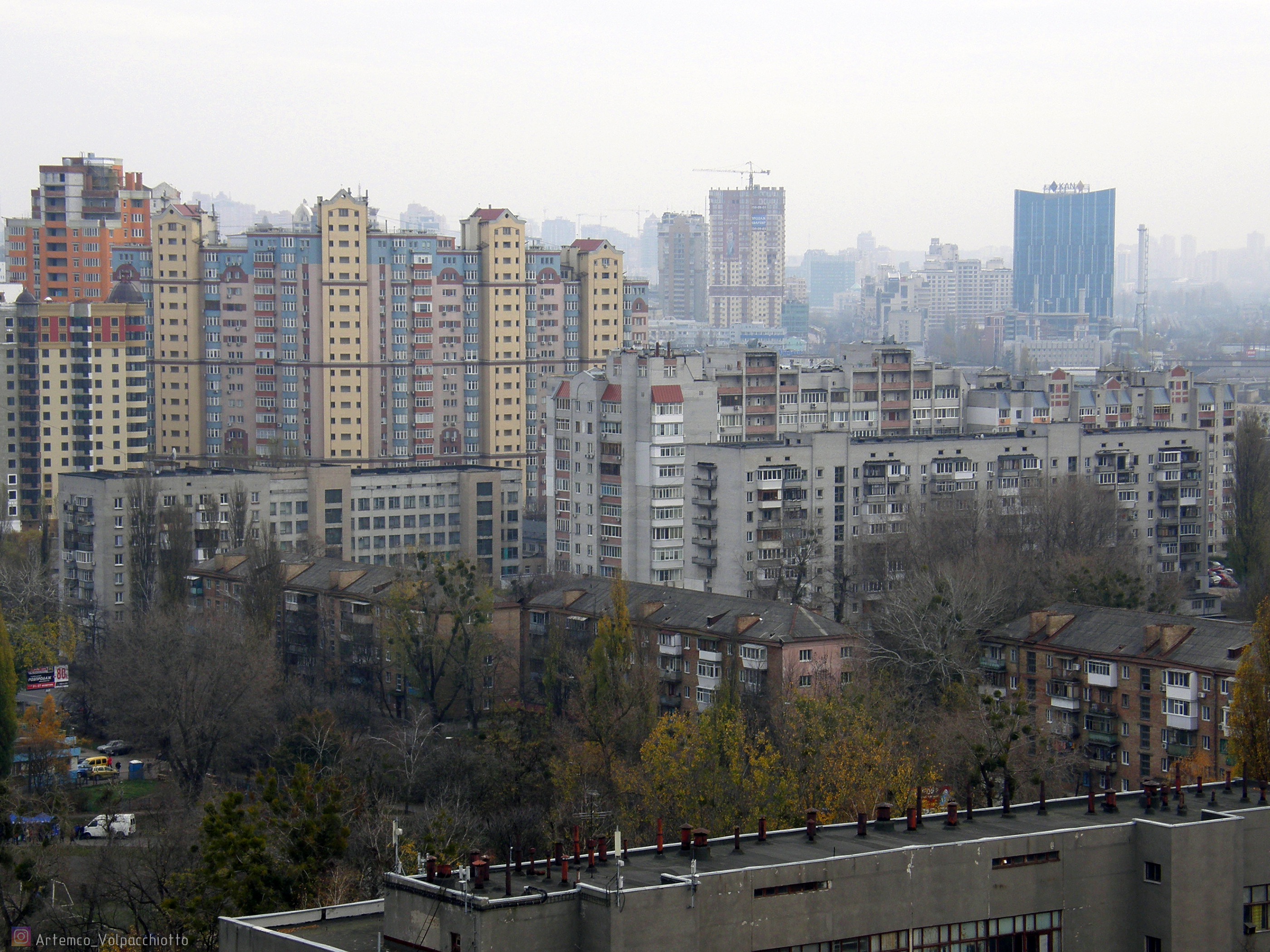
Київ, Шулявка. На передньому плані чотирисекційний 1-438-6 вул. Ростиславська, 3, 1967 р., і трисекційний 1-438-9 № 5, 1965 р. Правіше на другому плані будинок серії ММ-640. Ліворуч будинок II-18/9.

### 9 поверхів
| проєкт     | рік розробки | матеріал стін                    | під'їздів | довжина, м     | ширина, м     | кількість квартир | кількість квартир                     | кількість квартир | кількість квартир | примітка              | планування    |
| проєкт     | рік розробки | матеріал стін                    | під'їздів | довжина, м     | ширина, м     | загальна          | одно-кімнатні                         | дво-кімнатних     | три-кімнатних     | примітка              | планування    |
| ---------- | ------------ | -------------------------------- | --------- | -------------- | ------------- | ----------------- | ------------------------------------- | ----------------- | ----------------- | --------------------- | ------------- |
| 1у-438А-38 | 1967         | цегла                            | 1         | 25,26 по осях  | 25,38 по осях | 54                |                                       | 36                | 18                |                       | [ 91 ]        |
| 1у-438А-39 | 1967         | цегла                            | 1         | 25,26 по осях  | 24,26 по осях | 54                | з розташуванням квартир в двох рівнях | 36                | 18                |                       |               |
| 1у-438А-40 | 1968         | бетонні блоки                    | 1         | 25,26 по осях  | 25,38 по осях | 54                |                                       | 36                | 18                |                       |               |
| 1у-438А-41 | 1968         | цегла; варіант з цегляних блоків | 4         | 93,34 по осях  | 12 по осях    | 144               |                                       | 72                | 72                |                       | [ 92 ] [ 93 ] |
| 1у-438А-43 | 1968         | цегла; варіант з цегляних блоків | 6         | 140,54 по осях | 12 по осях    | 216               | 1                                     | 107               | 108               | з наскрізний проходом | [ 94 ] [ 93 ] |
| 1у-438А-хх |              | цегла                            | 1         |                | 12 по осях    | 180               | 180                                   |                   |                   | малосімейка           |               |

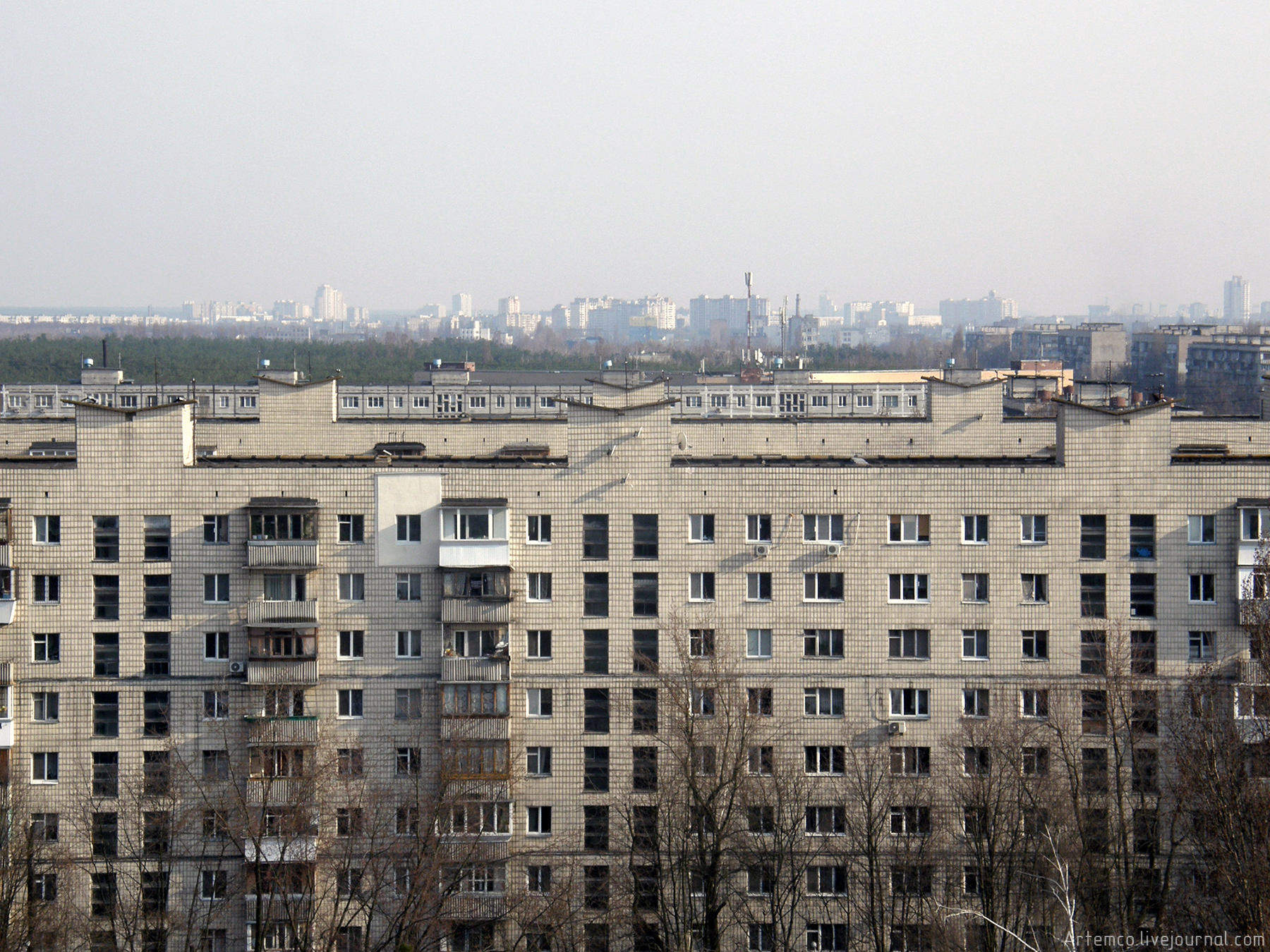
Київ, Лісовий, вул. Кубанської України, 28, 1972 р. – 1у-438А-43
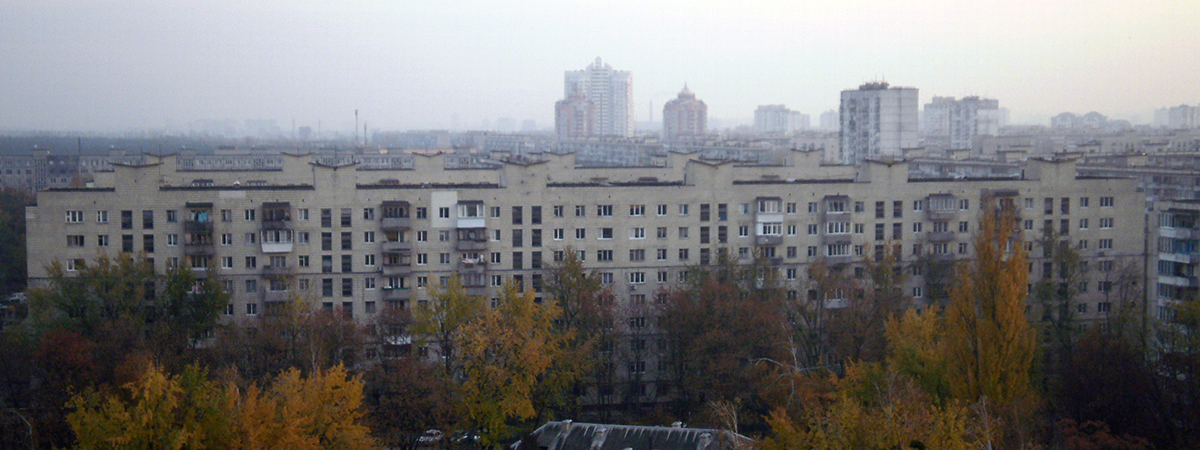
Київ, Лісовий, вул. Кубанської України, 28, 1972 р. – 1у-438А-43
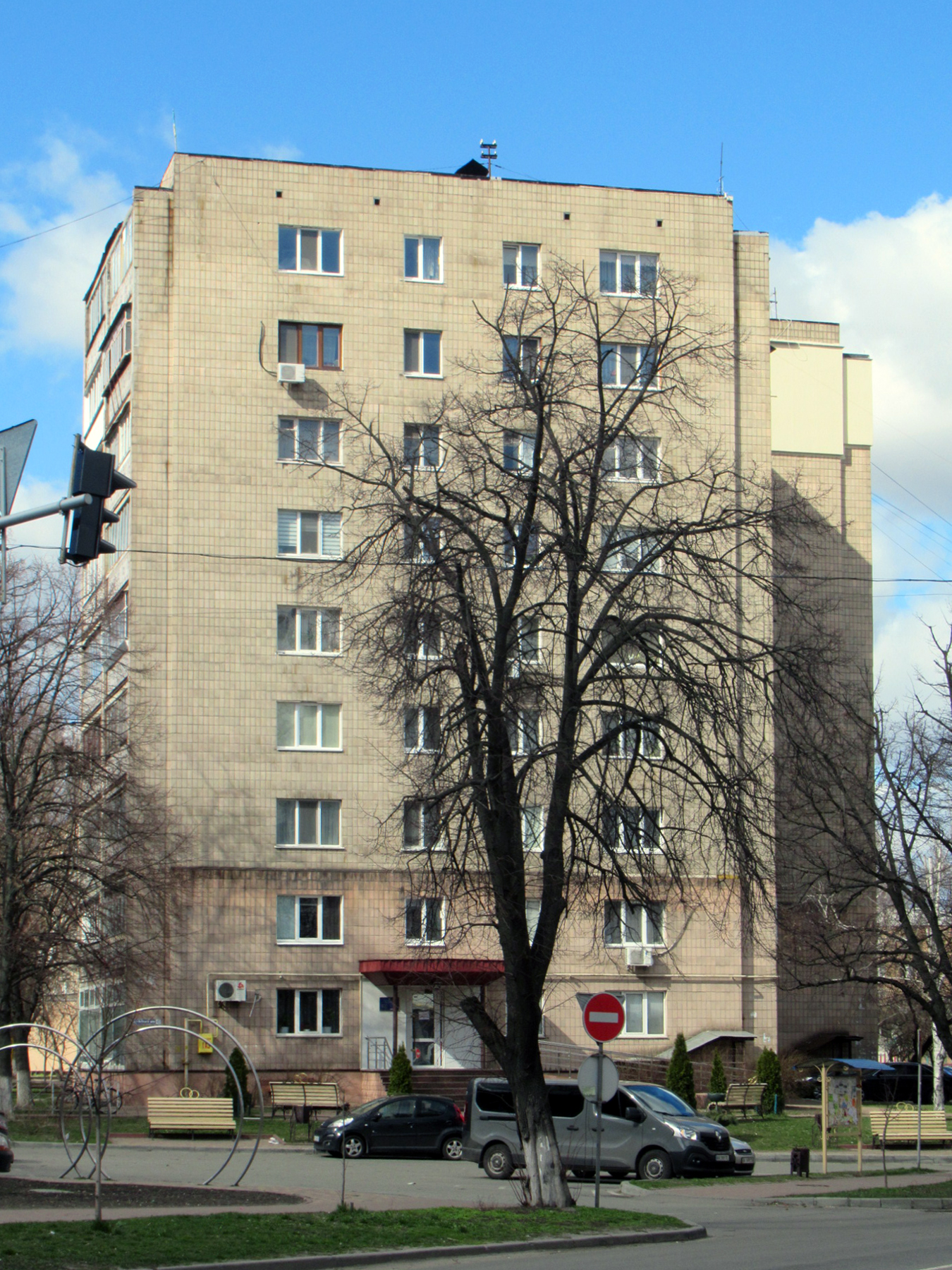
Бориспіль, Київський Шлях, 45 – 1у-438А-38]]

### Гуртожитки
| проєкт     | рік розробки | поверховість | габарити, м                                             | габарити, м                                             | осіб | кількість кімнат | кількість кімнат | кількість кімнат | кількість кімнат | кількість кімнат | плянування      |
| проєкт     | рік розробки | поверховість | ширина                                                  | довжина                                                 | осіб | загальна         | одномісних       | двомісних        | тримісних        | чотиримісних     | плянування      |
| ---------- | ------------ | ------------ | ------------------------------------------------------- | ------------------------------------------------------- | ---- | ---------------- | ---------------- | ---------------- | ---------------- | ---------------- | --------------- |
| 1-438-14   | 1959         | 3            | 12,6                                                    | 40,8 по осях                                            | 135  | 40               |                  |                  | 25               | 15               | [ 95 ]          |
| 1-438-15в  | 1958         | 3            | 12 по осях                                              | 47,1 по осях                                            | 158  | 55               |                  | 28               | 6                | 21               | [ 96 ]          |
| 1-438у-21  | 1960         | 3            | 12 по осях                                              | 40,8 по осях                                            | 132  | 45               |                  | 2                | 9                | 34               | [ 97 ]          |
| 1-438-13   | 1959         | 4            | 13,9 по осях                                            | 35,2 по осях                                            | 240  | 60               |                  |                  |                  | 60               | [ 98 ]          |
| 1-438в-16  | 1958         | 4            | 12 по осях                                              | 47,1 по осях                                            | 216  | 75               |                  | 38               | 8                | 29               | [ 99 ]          |
| 1-438у-20  | 1960         | 5            | два корпуси по 12×64,8 в осях, з'єднаних їдальнею 18×18 | два корпуси по 12×64,8 в осях, з'єднаних їдальнею 18×18 | 578  | 288              | 58               | 170              | 60               |                  | [ 100 ] [ 101 ] |
| 1-438у-22  | 1960         | 5            | 12 по осях                                              | 40,8 по осях                                            | 286  | 79               |                  | 4                | 22               | 53               | [ 102 ]         |
| 1У-438А-46 | 1968         | 5            | 12 по осях                                              | 92,09 по осях                                           | 450  |                  |                  |                  |                  |                  | [ 104 ]         |
| 1У-438А-47 | 1968         | 9            | 12 по осях                                              | 70,8 по осях                                            | 643  | 231              |                  | 50               | 181              |                  | [ 106 ]         |
| 1У-438А-48 | 1968         | 9            | 12 по осях                                              | 70,8 по осях                                            | 671  | 241              |                  | 52               | 189              |                  | [ 106 ]         |

#### Галерея

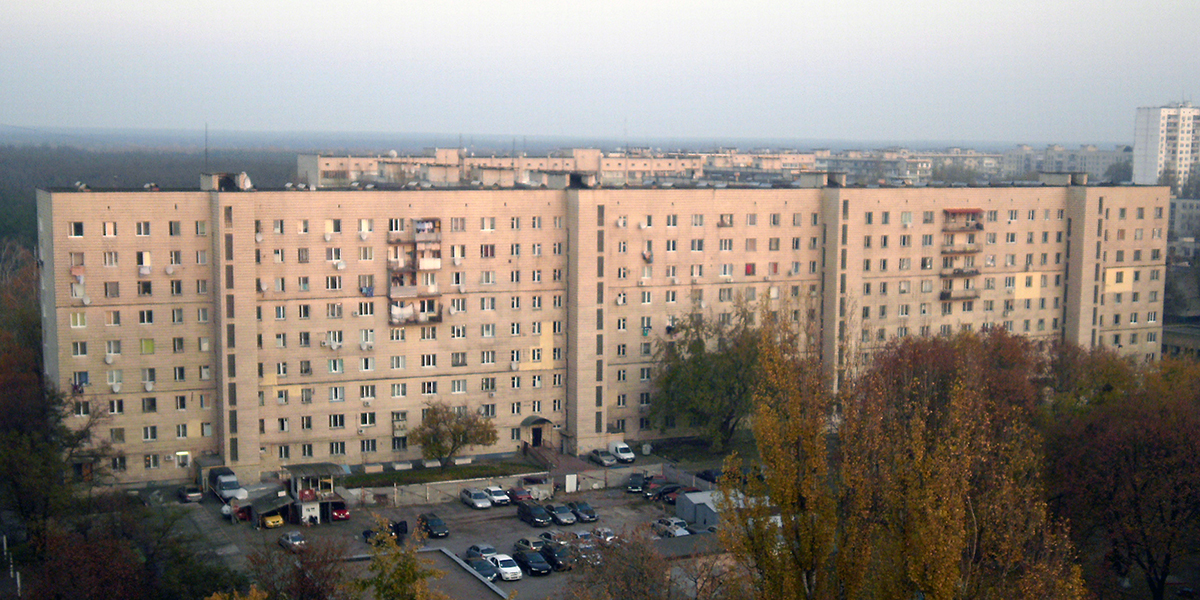
Київ, Лісовий, вул. Космонавта Поповича, 10а — дві 1У-438А-47, 1972 р.
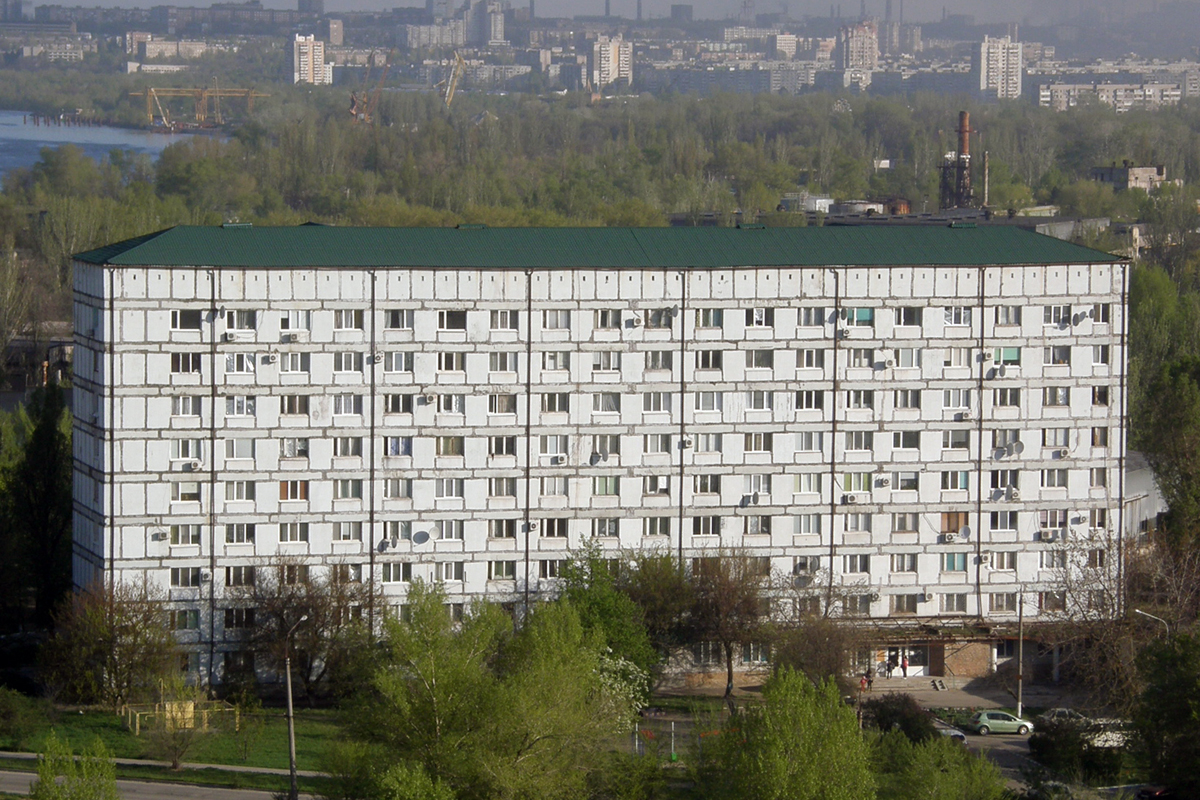
Запоріжжя, гуртожиток завода «Радіоприлад», 1978 – блочний варіант 1У-438А-47/48 на 640 місць, без еркерів і балконів та іншою сіткою вікон